# أتيلا سابو
أتيلا سابو (بالمجرية: Szabó Attila)‏ هو راكب الكنو مجري، ولد في 3 مايو 1963 في ايغر في المجر.

## وصلات خارجية
- أتيلا سابو على موقع أوليمبيديا (الإنجليزية)